# 埃格林空军基地
埃格林空军基地（英語：Eglin Air Force Base），是一个設在美国佛罗里达州奥卡鲁沙县內的美国空军基地，位於瓦尔帕莱索西南约3英里（5公里）處。除了作為軍事用途外，基地內也設有一座民航機場德斯坦－華頓堡海灘機場（Destin–Fort Walton Beach Airport，舊名西北佛羅里達地區機場（2015年以前）或奧卡魯沙地區機場（2008年以前）），是美國少數有定期客機航班起降的空軍基地。
埃格林空軍基地是第96測試飛行聯隊（96 TW）的主要駐地，該單位直屬於空軍測試中心（Air Force Test Center, AFTC），是美國空軍測試與評估新的機載武器、導航、射控、指揮與控制等系統時的主要負責部隊。
埃格林空軍基地成立于1935年，成立初期原名瓦尔帕莱索轰炸和射击基地（Valparaiso Bombing and Gunnery Base）。1937年8月時，基地改名為目前名稱以紀念在當年年初時墜機身亡的美國陸軍航空團飛行員斐德列克·艾溫·埃格林中校（Lt Col Frederick I. Eglin）。在1937年元旦當天，埃格林中校所駕駛的A-17攻擊機在自蘭利飛行至阿拉巴馬州麥斯威爾飛行場途中，墜毀在阿拉巴馬州境內的阿帕拉契山脈。

## 附屬機場
二戰期間在埃格林保留地建造了許多附屬機場，其中許多仍在使用，有的用於飛行，有的用於特殊測試活動。

### 1號附屬機場（瓦格納機場）
1號附屬機場於1940年11月27日開始動工。它被命名為瓦格納機場以紀念納沃爾特·J·瓦格納少校，瓦格納少校是該基地第1試驗場的前指揮官，他於1943年10月19日在試飛道格拉斯XA-26B時墜機喪生。空襲東京的大部分訓練都在此地進行。

## 驻扎单位
驻扎在埃格林空军基地的主要单位如下：

### 美国空军
美国空军装备司令部(AFMC)
- 空军测试中心
  - 第96测试联队（英语：96th Test Wing）
    - 第96网络测试大队
      - 第46测试中队
      - 第47网络测试中队
      - 第48网络测试中队[8]

    - 第96作战大队
      - 第40飞行测试中队（英语：40th Flight Test Squadron） – A-10攻击机, F-15C/D战斗机, F-15E战斗轰炸机, F-15EX鹰II式战斗机, F-16C/D/V战斗机

    - 第96维护大队
    - 第96任务支持大队
    - 第96机场大队
    - 第96医疗大队
- 空军设备生命循环管理中心（英语：Air Force Life Cycle Management Center）
  - 装备指导官办公室
- 美国空军研究实验室
  - 弹药指导官办公室
- 第486飞行测试中队（英语：486th Flight Test Squadron）–Boeing C-32（英语：C-32B运输机）

美国空军教育训练司令部(AETC)
- 美国第十九航空队
  - 第33战斗机联队（英语：33rd Fighter Wing）
    - F-35训练中心
    - 第33作战大队（英语：33rd Operations Group）
      - 第33作战支援中队
      - 第58战斗机中队（英语：58th Fighter Squadron） – F-35A 战斗机
      - 第60战斗机中队（英语：60th Fighter Squadron） – F-35A 战斗机
      - F-35情报训练单位
      - 第377空中管制中队

    - 第33作战大队
      - 第33飞行器维护中队
      - 第33维护工作中队
      - 第33维护中队

  - 第82训练联队（英语：82nd Training Wing）
    - 第359训练中队

美国空军空战司令部(ACC)
- 美国空军第16航空远征特遣队
  - 第688网络联队（英语：688th Cyberspace Wing）
    - 第690网络作战大队（英语：690th Cyberspace Operations Group）
      - 第692网络作战中队
- 美国空军作战中心
  - 第53联队（英语：53rd Wing）
    - 第53测试与评估大队（英语：53d Test and Evaluation Group）
      - 第85测试与评估中队（英语：85th Test and Evaluation Squadron）–F-15C/D战斗机, F-15E战斗轰炸机, F-15EX鹰II式战斗机, F-16C/D/V战斗机

  - 第350频谱作战联队（英语：350th Spectrum Warfare Wing）
    - 第350频谱作战大队

美国空军预备役司令部(AFRC)
- 美国第十航空队
  - 第926联队（英语：926th Wing）
    - 第926作战大队
      - 第84测试与评估中队 – F-15C/D战斗机, F-15E战斗轰炸机, F-15EX鹰II式战斗机, F-16C/D/V战斗机

空军直属部门
- 空军运行测试与评估中心（英语：Air Force Operational Test and Evaluation Center）
  - 埃格林空军基地分遣队

### 美国陆军
美国陆军特种作战司令部 (USASOC)
- 美国陆军第1特种部队司令部
  - 第7特种作战群（英语：7th Special Forces Group (United States)）

### 美国海军
美国海军舰队司令部 (USFF)
- 海军远征作战司令部（英语：Navy Expeditionary Combat Command）
  - 海军爆炸物处理学校（英语：Explosive ordnance disposal (United States Navy)）

### 美国太空军
太空作战司令部
- 第2太空作战联队（英语：Mission Delta 2）
  - 第20太空监视中队（英语：20th Space Surveillance Squadron）

### 美国国防部
美国参谋长联席会议 (JCS)
- 联合部署分析团队（英语：Joint Deployable Analysis Team）

## 流行文化
埃格林空军基地作为默认机场出现在飞行模拟器Prepar3D中。